# Меса, Арнальдо
Арна́льдо Ме́са Боне́лл (исп. Arnaldo Mesa Bonell; 6 декабря 1967, Кайо-Мамби, Куба — 17 декабря 2012, Ольгин, Куба) — кубинский боксёр, серебряный призёр Олимпийских игр в Атланте (1996).

## Спортивная карьера
На любительском ринге выступал в первом и втором полулёгких весах (54 и 57 кг), левша. Пятикратный чемпион Кубы. Трижды становился бронзовым призёром чемпионатов мира:
- в Рино (Невада, США) в 1986 г. в весовой категории до 54 кг, в полуфинальном бою по очкам уступив будущему чемпиону Мун Сунг Килу из Южной Кореи,
- в Москве (1989) в весовой категории до 57 кг снова завоевал бронзу, уступил россиянину Айрату Хаматову,
- в Сиднее (1991) в весовой категории до 57 кг, проиграв в полуфинале с разницей в одно очко Пак Токкю из Южной Кореи.

В 1991 и 1995 гг. побеждал на Панамериканских Играх. В 1996 г. на летней Олимпиаде в Атланте становится серебряным призёром. В полуфинале кубинский боксёр нанес поражение чемпиону Европы и мира россиянину Раимкулю Малахбекову, но в финальном поединке по очкам уступает венгру Иштвану Ковачу, будущему чемпиону мира среди профессионалов.
За свою любительскую карьеру провёл 271 бой, из которых 26 проиграл.
Получил высшее образование в качестве преподавателя физического воспитания. Работал тренером на родине и в Венесуэле.